# Ricardo Lindo Fuentes
Ricardo Lindo Fuentes (San Salvador, 5 de febrero de 1947 - Ibídem, 23 de octubre de 2016) fue un escritor y poeta salvadoreño, uno de los más reconocidos de los últimos tiempos en su país. Nacido entre las letras, su padre fue el también muy reconocido escritor Hugo Lindo y su hermano un reconocido historiador en El Salvador, Héctor Lindo Fuentes.

## Biografía
Fue el segundo hijo de Carmen Fuentes y del escritor y diplomático Hugo Lindo. Tuvo tres hermanos y tres hermanas. Debido a la profesión de su padre vivió en numerosos lugares durante su infancia.  A los cinco años se trasladó con su familia a Chile donde estuvo seis años y luego en Colombia. La familia regresó a El Salvador en 1960, donde terminó sus estudios de bachillerato. Cuando terminó fue enviado a España a cursar sus estudios superiores, estudiando Filosofía y Publicidad en Madrid. Ahí disfrutó del Museo del Prado y estuvo inmerso en el ambiente cultural de la época. Luego fue a París, donde completó sus estudios de Psicología en la Sorbona y donde también tuvo la oportunidad de disfrutar de pinacotecas parisinas, así como del ambiente creador del Barrio Latino.
En 1970, inició como Agregado Cultural en la Embajada de El Salvador en Francia y se integró como miembro de la delegación salvadoreña ante la UNESCO.  En 1974 fue destacado en Ginebra, Suiza, como colaborador en la Misión salvadoreña ante la sede europea de la ONU.
En 1978 regresó a El Salvador, donde estuvo vinculado a la creación artística y participó activamente en las instituciones culturales relevantes. Fue director la Sala Nacional de Exposiciones, director Nacional de Artes del Ministerio de Educación. Durante años fue el director de la Revista Ars (enlace roto disponible en Internet Archive; véase el historial, la primera versión y la última).cuya tercera época comenzó a finales del 2010; realizó investigaciones sobre la pintura prehistórica, la música y los cuentos tradicionales, que pasan de generación en generación, para poder conservarlos. 
Fue profesor en el CENAR (Centro Nacional de Artes) hasta comienzos del 2010, y desde finales de dicho año, participó en una investigación de arte rupestre en el departamento de Morazán, en su calidad de Investigador Institucional; al mismo tiempo que dirigía la tercera época de la revista ARS
Como escritor incursiona en todos los géneros literarios. Entre sus obras destacan la poesía, la narrativa y el ensayo. Ricardo Lindo fue también narrador, ensayista, dramaturgo, crítico literario y de arte. Recibió el Premio Nacional de Cultura (Literatura) CONCULTURA.
Al deteriorarse su salud recibe múltiples homenajes en reconocimiento de su labor intelectual y se le premia el 21 de septiembre de 2016 con el galardón cultural Lic. Antonia Portillo de Galindo. Secultura le nombra Artista del mes en julio del mismo año y se reedita su poemario Jardines en conmemoración del 35 aniversario de su primera publicación.
Entre sus obras publicadas se encuentran: Equis, equis equis XXX (1968), Cuentos y leyendas de amor para niños (1998),  Cuscatlán de las aguas azules (2001), entre otras.
Muere el 23 de octubre de 2016 a los 69 años de edad en el Hospital Médico Quirúrgico de San Salvador. Sus cenizas descansan en el fondo del mar.

## Obras

### Narrativa
- 1968.- Equis, equis equis (XXX)
- 1987.- Cuentos del mar
- 1990.- Lo que dice el río Lempa editado por Clásicos Roxsil
- 1996.- Tierra editada por la Dirección de Publicaciones e Impresos, CONCULTURA
- 1998.- Participación en Cuentos y leyendas de amor para niños (9 reimpresiones)[8]
- 1998.- Arca de los olvidos Antología narrativa[9]
- 1999.- El canto aún cantado[10]
- 2001.- Cuscatlán de las aguas azules[11]
- 2001.- Oro, pan y ceniza (colección Escritores Contemporáneos de Editorial Lis)
- 2003.- Cuscatlán aux Bleues
- 2014.- Sigue vivito y coleando

### Teatro
- 1984.- Ajedrez
- 1994.- El nacimiento de la flor
- 2000.- Historia del barco embrujado
- 2002.- La burra de Suchitoto
- 2003.- 400 ojos de agua
- 2004.- Tía Bubu, Tita y Lipe en el reino de Epaminóndas
- 2007.- El asesinato de Oscar Wilde
- 2009.- Prudencia en tiempos de brujería
- 2009.- Versión del Lazarillo

### Poesía
- 1972.- Rara avis in terra
- 1981, 1983 y 2016  Jardines(dos publicaciones con dibujos de Salvador Choussy)
- 1985.- Las monedas bajo la lluvia, también con dibujos de Salvador Choussy
- 1988.- El señor de la casa del tiempo editada por Serviprensa Centroamericana
- 2004.- Injurias y otros poemas, publicado por "La Luna Casa y Arte", con ilustraciones de Beatriz Alcaine. Esta publicación supuso un auténtico escándalo en la sociedad salvadoreña, al reivindicar el amor homosexual.
- 2010.- Bello amigo, atardece[12]

### Ensayos
- 1986.- La pintura en El Salvador impreso en la Dirección de Publicaciones, Ministerio de Cultura y Comunicaciones.
- 1989.- Morería de papel.
- 1991.- El esplendor de la aldea de arcilla
- 1992.- Las estrellas y las piedras escrita junto con Edgardo Quijano. Impreso en Dirección General de Publicaciones e Impresos.

### Artículos, críticas
- Gran cantidad de artículos sobre escritores, pintores, lugares, etc publicados en prensa digital; particularmente en la ya desaparecida centroamérica21.
- Artículo sobre investigación histórica en Corinto; se puede ver un adelanto en el faro.net